# イワン・ゴレムイキン
イワン・ローギノヴィッチ・ゴレムイキン（Ива́н Ло́ггинович Горемы́кин, Ivan Logginovich Goremykin, 1839年11月8日（ユリウス暦10月27日） - 1917年12月24日（ユリウス暦12月11日）は、ロシア帝国の官僚、政治家。

## 来歴

### 官僚
1839年に貴族ローギン・ゴレムイキンの息子としてノヴゴロドで生まれ、帝立法学校で学び1860年に卒業する。同年にロシア帝国国家評議会で勤務し、その後はポーランド立憲王国農務長官を経て、1866年にプウォツク副知事、1869年にキェルツェ副知事を歴任し、1873年からはポーランド農務省地方委員会の委員に任命され、1882年まで務めた。
1882年からは国家評議会第一部主任検察官に就任し、1884年には第二部主任検察官に就任した。ゴレムイキンは長年国家評議会で勤務し、その中で法の支配や行政のあり方についての知識を身に付けていった。また、農務問題の専門家として評価を受け、1891年には「農村における政府の統制に関する法律」の法案作成を担当した後に司法副大臣に就任し、1894年には国家評議会議員に任命される。

### 閣僚

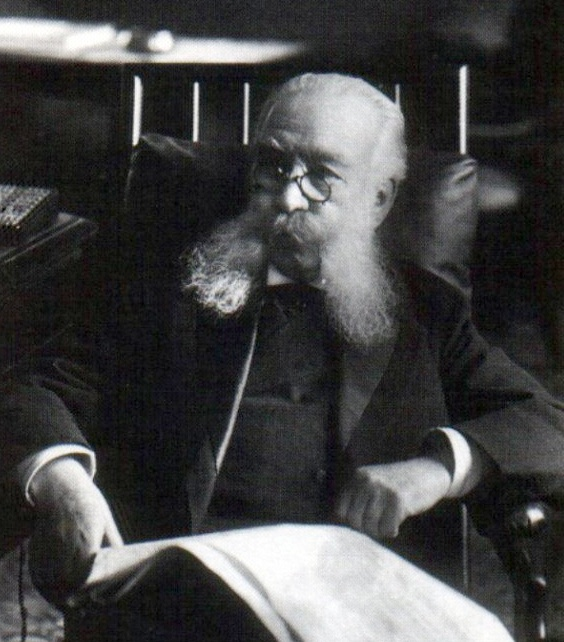
ゴレムイキン（1910年）

1895年に内務大臣に就任し、1896年には枢密顧問官に任命される。ゴレムイキンは超保守主義者としてニコライ2世に忠実な人物であり、アレクサンドラ皇后からも目をかけられていた。内務大臣在任中は恣意的な行政の執行を改めようと試み、また、ゼムストヴォの権限拡大を求める意見書をニコライ2世に提出するなど行政改革に努めた。しかし、改革案は反対に遭い実現せず、1899年に内務大臣を辞任し国家評議会議員に復帰した。1905年には農民の土地所有強化を促進する特別会議の議長に就任する。
1906年5月5日、ニコライ2世と対立し辞任したセルゲイ・ヴィッテの後任として大臣会議議長に就任。5月6日に国家基本法を発布し「十月詔勅」を修正して皇帝を専制君主として再規定した。そのため、ゴレムイキンは召集されたドゥーマと対立し、ドゥーマは皇帝に対し闘う国会として決議を出すまでに至った。また、ゴレムイキンの農地改革案をドゥーマが拒否するなど対立が激化した。1906年7月22日にゴレムイキンは政治的混乱の責任を取り辞任し、後任には内相だったピョートル・ストルイピンが就任した。1914年2月にニコライ2世の要請を受け再び首相に就任したが、ドゥーマはゴレムイキン内閣に対して敵対を宣言した。第一次世界大戦が勃発し、ニコライ2世が直接軍を指揮することを表明すると、ニコライ2世を支持するようにドゥーマに働きかけた。1916年に辞任し、ボリス・スチュルメルが後任となった。

### 死去
1917年、二月革命が勃発するとロシア臨時政府に逮捕された。5月から尋問が開始されるが、高齢を理由に釈放された。十月革命が勃発するとソチにある夏の離宮に避難するが、1917年12月24日に妻子と共に強盗に殺害された。遺体は家族の遺体と共に同地に埋葬された。